# コマンドス
『コマンドス』（COMMANDOS）シリーズは、Windowsパソコン用リアルタイムストラテジーゲーム。パイロスタジオ（Pyro Studios SL.、スペイン）が開発、アイドスインタラクティブ株式会社（Eidos Interactive Limited.、イギリス）及びアイドス株式会社（Eidos K.K.、日本）が発売。英国製だが、日本では日本語化され発売（第1作はズーが国内販売）。
第二次世界大戦ヨーロッパ戦線を舞台に、それぞれ独自の技能を持つ少人数からなる特殊部隊の活躍を描く。第1作発売は1998年で、当時としては斬新なスタイルのゲームとして主に欧米で注目された。日本国内での注目度は高くないが、英語圏においては類似のゲームを表現する「コマンドス的」（COMMANDOS-like）なる言葉もあるほど支持される。

## ストーリー
1940年末、連合国軍は枢軸国軍に押され、英本土上陸も間近かと思われた頃、ダドリー・クラーク大佐による反撃作戦が提案された。それは少数精鋭からなる特殊部隊を組織し、敵前線後方をかく乱させて味方を勝利に導くというものだった。こうしてあらゆるタイプの状況で活躍でき、過酷な環境で長期間生存し、敵に大きな損害を与えることの出来るチーム「コマンドス」が組織されたのである。

## ゲーム概要
グリーンベレー・マリーン（海兵隊）・工兵といった技能的特長を持つ5〜9名から成る特殊部隊隊員「コマンドス」（1人の隊員でもこう呼ぶ）に指示を与え、絶え間なく動き回る敵ナチスドイツ軍兵士を倒したりかわしながらステージごとに決められた目標の達成を目指す。
いわゆる「箱庭型」と呼ばれるリアルタイムストラテジー（『エイジ オブ エンパイア シリーズ』など）と異なり、生産や補充過程が無く、ステージ開始時の人員・装備でステージ目標をクリアせねばならない。このため難易度がシリーズを通して高めで、「シミュレーションと言うよりは、パズル的」などと評される。
勝利条件は「各ステージ目標を達成すること」であるが、これには敵特定施設の破壊や捕虜となった味方の救出及び脱出など様々なパターンがある。また、ステージクリア時間・隊員の受けたダメージ、後期の作品では敵を無力化した際の方法（生きたまま捕虜とすると最高点）などによってプレイヤーの得点が加算され、一定得点に達すると司令官たるプレイヤーの階級が昇進する、という要素もある。なお、敵の攻撃などによってコマンドスが数名死ぬとゲームオーバー（ステージ強制終了）となるが、再び同じステージに挑戦することも可能。

## システム上の特徴

### コマンドスの動作
- コマンドス隊員は全員、歩く・走る・伏せる・匍匐前進・梯子を使う・ドアを開けて建物や車両に入る（出る）・拳銃を撃つ（以上、第1作以降）、泳いだり潜水する（「2」以降）などの基本動作が可能である（シリーズが進むにつれ変更あり）。また、それぞれの技能（後述）に応じた特殊な動作を行うことも出来る。
- コマンドス隊員はいずれも、指示した動作を失敗することは無い。ただし、自己判断もしないため、敵に発見されたり銃撃を受けても自分で逃げたりしない。
- コマンドス隊員が持つ装備のうち、弾薬などは使用回数に限りがあり、任意に補充することは出来ない。補充は主にマップ上にあるものを探すか、敵兵士を無力化した際に敵から手に入ることがある程度である。一部装備、例えば「ゴムボート」などは銃撃を受けると破壊されるが、これについてもマップ上に補充が無ければ修理は出来ない。ただし、ナイフなどは破壊されることは無く、また全員が装備している拳銃も弾数制限は無い。

### 敵AIシステム
- 敵兵士には「視界」が設定されており、これはキー操作で確認することが出来る。視界は兵士を起点に三角形を形成しており、遠距離・近距離の区別がある。この三角形の視界は兵士の頭の動きにつれて、その範囲を左右に移動し、また範囲に障害物があると妨害を受ける。コマンドス隊員が遠距離に居るとき、隊員が立った姿勢なら発見される危険が高いが、伏せていれば発見されない（2以降は壁に張り付くことでも発見を避けられる）。隊員が近距離視界内に居る場合、たとえ伏せて（壁に張り付いて）いても発見は避けられない。
- 敵兵士は立哨として固定地点で周囲を警戒したり、隊列を組んで巡回警備を行っている。このとき、視界内にコマンドス隊員が居ればもちろん警戒するが、それ以外でも拘束されたドイツ兵、ドイツ兵の遺体、コマンドス隊員の足跡（雪上などでは足跡が一定時間残る）などを発見したり、発砲音、爆発音、何らかの異常音などに（「2」以降はコマンドス隊員の走る足音にさえ）対しても警戒態勢を取る。一方で視界内にタバコなどが落ちていると持ち場を離れて拾いに行く場合もある。これらを利用して、例えば石を投げてあらぬ方向へ敵兵士の注意を向けさせてコマンドス隊員の付近通過を図ったり、タバコを置いてそれを拾った敵兵士が一服しているところを後ろから襲い掛かって倒したり捕獲したり出来る。
- 一部のコマンドス隊員は敵兵士に化けることによって、また捕獲した兵士を脅しつけて操ることによって、敵兵士の目を誤魔化したり、他の敵兵士の注意を反らすことが可能。
- コマンドス隊員はいずれも拳銃を携帯しているが、上述のとおり発砲音はそれが聞こえる範囲の敵兵士を警戒させ、また正面から襲い掛かられた兵士も警報を発して周囲の敵兵士の注意を喚起するため、コマンドスが敵と交戦する場合は上述の様な敵の特性を利用して背後からナイフなどで暗殺するか、気絶させて拘束し無力化するのが原則となる。

### マップ上のギミックなど
- 本シリーズは非常に緻密なグラフィックで知られているが、それらは単なる背景ではなく、破壊したり移動出来る構造物などもあり、戦術の幅を拡げることが出来る。例えばドラム缶や燃料タンクなどは移動させて敵兵士の視界を遮ったり、何らかの攻撃によって爆発させることにより広範囲に渡る破壊をもたらす。また、建物などは中に身を隠すことによって巡回中の敵兵士をやり過ごすことも出来る。「2」以降では、建物内も再現されるようになった。車両などは破壊されておらず、なおかつ敵兵士が乗り込んでいない限りは乗り込んだり、「ドライバー」によって操縦することが出来る。

### カメラ操作など
- 本シリーズではいずれも、カメラを複数使うことが出来る。これは画面を3〜6（作品によって最大分割数が異なる）分割してそれぞれに異なるマップ位置やキャラクターを見ることが出来るということである。カメラは特定の位置に固定することも出来るし、特定の敵兵士に移動を同調させて監視することも出来る。これを利用して、巡回警備兵の動きを見ながら、コマンドス隊員に指示を行うことが可能。

## コマンドス隊員
「コマンドス」ではシリーズ全作品を通じて、登場人物に以下の様な設定づけが為されており、キャラクター性を高めている。また、ゲーム上の特徴づけも為されている。ただし、各キャラクターの性格付けがゲームに影響することは無い。
- グリーンベレー（ジャック・"ブッチャー"・オハラ軍曹）
  - 特徴：アイルランド出身の英陸軍兵士。上官殴打で14年の刑を受けたが、コマンドス作戦参加のため減刑。陸軍拳闘大会3年連続優勝など陸上の近接戦闘を得意とする。またチーム一の体力の持ち主。
  - 特殊行動：ナイフを使って音を立てずに敵を倒す、穴を掘って隠れる、ドラム缶など重量物を移動する、音響デコイを使う（第1作及び続編）、電線を伝って移動する（「2」以降）。
- マリーン（ジェイムズ・"フィン"・ブラックウッド）
  - 特徴：オーストラリア出身で学生時代から水泳やボート、ヨットなどで名を馳せた。海軍に入隊して一度は大尉にまでなるものの酒癖が悪く問題を起こして軍曹に降格、退役かコマンドス入隊かを迫られてコマンドス入隊。
  - 特殊行動：ゴムボートを使用して水上を移動、アクアラングを利用して水中を移動、モリを使って中距離攻撃（第1作及び続編）、ナイフで近接攻撃（第1作及び続編）、ナイフを投げて攻撃（「2」以降）。
- 工兵（トーマス・"ファイアーマン（インフェルノ）"・ハンコック）
  - 特徴：リバプールの元消防士、後に爆弾処理班。爆発物の知識・経験共に豊富で勇猛果敢だが、軽率とも取れる面もある。
  - 特殊行動：手榴弾を使う、遠隔操作型爆弾を使う、ワイヤーカッターで金網を破る（第1作及び続編）、マントラップ（罠）を使う（第1作及び続編）、バズーカ及び火炎放射器を使う（「2」以降）、地雷及び地雷探知機を使う（「2」以降）。
- スナイパー（サー・フランシス・T・"デューク"・ウーリッジ）
  - 特徴：ミュンヘンオリンピックの射撃金メダリストで、インド駐屯を経てコマンドス入隊。他の部隊員に対し疎遠かつ横柄な振る舞いが見られる。
  - 特殊行動：非常に射程の長い無音ライフルで狙撃する、電柱などに登って狙撃する（「2」以降）。
- スパイ（ルネ・"フレンチ（スプーキー）"・デュシャン）
  - 特徴：元フランス秘密情報局員の陸軍兵士。巧みな話術と優れた言語力で憎きドイツ軍に紛れ込み、数々の工作を成功させる。ドイツ軍のパリ侵攻後にコマンドスと接触、必要に応じて協力する。
  - 特殊行動：敵の衣服を着て変装、薬品を嗅がせて敵兵士を気絶させる、毒物注射で敵兵士を殺す、敵上官に化けて偽命令を出す（「2」以降）。
- ドライバー（サミュエル"ブルックリン"）
  - 特徴：「サム」を自称するも本名不詳、ブルックリン出身のアメリカ人で、車両窃盗や強盗など多くの犯罪歴を持ち、服役中に脱走して渡英、英陸軍に入り外務省の鹵獲車両などの試験を行っていた運転・操縦のベテラン。疑り深い性格。コマンドス3には出演しない。
  - 特殊行動：敵兵士が乗っていない車両を操縦、車載兵器を使用、敵兵士が操作していない重火器を使用、手榴弾を使用、棍棒を使う（第1作及び続編）、マシンガン及びライフルを使用（第1作及び続編）、医療キットを使う（第1作及び続編）、トラバサミ（罠）を使用（「2」以降）。
- シーフ（ポール・"ルパン"・トレド）
  - 特徴：10歳の頃から窃盗団で過ごして来たフランス人。多くの窃盗を積み重ねながら捕まることが無く「ルパン」の異名をとったが仲間の裏切りにより逮捕、収監されていた監獄がドイツ軍の攻撃で破壊され脱出、レジスタンス活動を経てコマンドス入隊。「コマンドス2」で初登場。
  - 特殊行動：他の隊員より速く移動出来る、建物に窓から侵入出来る、ロックピックで鍵を外せる、ネズミ「スパイク」を使って敵兵士の注意を反らせる、敵からアイテムを盗める、電線を伝わって移動する
- ナターシャ（ナターシャ・"リップス"・ニコチェフスキ）
  - 特徴：ロシア人貴族家系の若い女性で、教養も豊富な上、欧州各地の言語や習慣にも明るい。ソビエト情報局所属の諜報員だが、気性が激しく問題も多い。「コマンドスネクスト」の最終ステージおよびコマンドス2に登場。コマンドス1及び3には出演しない。
  - 特殊行動：変装して敵兵士の目を誤魔化す、平地から狙撃が出来る。
- ウィスキー
  - 特徴：ブルテリア（犬）。飼い主と死別した折、コマンドスに拾われ、マスコットとなる。忠実な犬で武器弾薬を運ぶことが出来る。「コマンドス2」にのみ登場し、その他のコマンドスシリーズには出演しない。
  - 特殊行動：吼えて敵の注意をひきつける、嗅覚で地雷を感知する。

## シリーズ一覧
※発売日は全て日本版のもの。
- コマンドス：特殊工作大作戦（COMMANDOS:Behind Enemy Lines）

1998年11月28日発売。チュートリアルムービー音声に江守徹を起用。ロシアのプログラマーが開発したセガジェネシス版のROMダウンロード用のバージョンも存在する。
- コマンドスネクスト：続・特殊工作大作戦（COMMANDOS:Beyond the Call of Duty）

1999年発売。上記の続編。チュートリアルが単なるムービーだけでなく、プレイ可能に。
- コマンドス スペシャルパック アイドスプレミアムパック（2）

2001年9月28日発売。上記2作品を同梱した廉価版。
- コマンドス2（COMMANDOS2:Men of Courage）

2001年11月30日発売。チュートリアルが無い代わりに、3段階の難易度設定が可能。PlayStation 2版とXbox版もあり、PlayStation 2版は日本でもアイドスから発売予定だったがキャンセルされた。
- コマンドス3：デスティネーション ベルリン（COMMANDOS3:Destination Berlin）

2004年3月4日発売。フル3D化。チュートリアルの他、3つのシナリオが選択可能。難易度設定無し。
- コマンドス ストライク・フォース（Commandos: Strike Force）

2006年9月21日発売。FPSとなった。PlayStation 2とXboxにも移植。PlayStation 2版は日本でもスパイクから発売された。